# Quasisimnia
Quasisimnia is een geslacht van weekdieren uit de klasse van de Gastropoda (slakken).

## Soorten
- Quasisimnia hirasei (Pilsbry, 1913)
- Quasisimnia robertsoni (Cate, 1973)